# Gamma Ethniki
De Gamma Ethniki is het vierde niveau van het professionele voetbal in Griekenland. Tot en met het seizoen 2018/19 was de Gamma Ethniki het derde niveau.
De competitie werd in 1965 gestart als amateurcompetitie en was verdeeld in meerdere regionale poules. In 1982 werd de professionele Gamma Ethniki ingevoerd die verdeeld was in een noordelijke en zuidelijke poule van ieder 18 teams. De winnaars promoveren naar de Football League alsmede de winnaar van het duel tussen de nummers twee van de poules. De onderste vijf van iedere poule degradeerden naar de amateur Delta Ethniki. In 2013 werden Gamma Ethnike en de Delta Ethniki samengevoegd en de teams verdeeld over zes regionale groepen die bestonden uit 15 of 16 teams. De zes winnaars promoveerden en alle clubs die op plaats negen of lager waren geëindigd, degradeerden naar de regionale reeksen. In het seizoen 2014/15 is het aantal poules teruggebracht tot vier. 

## Winnaars sinds 1982
| Seizoen | Winnaar(s) |
| ------- | --- |
| 1982-83 | Edessaikos |
| 1983-84 | Aiolikos, Almopos Aridea |
| 1984-85 | Panetolikos, Kilkisiakos |
| 1985-86 | Charavghiakos, Skoda Xanthi                                                                                                   |
| 1986-87 | Chalkida, Edessaikos |
| 1987-88 | Atromitos, Makedonikos |
| 1988-89 | Edessaikos |
| 1989-90 | Proodeftiki, Anagennisi Giannitsa                                                                                             |
| 1990-91 | Doxa Vyronas, Naousa |
| 1991-92 | Panetolikos, Pontioi Veria |
| 1992-93 | Kallithea, Anagennisi Karditsa                                                                                                |
| 1993-94 | Paniliakos, Panserraikos |
| 1994-95 | Doxa Vyronas, Kastoria |
| 1995-96 | Panetolikos, Niki Volos |
| 1996-97 | Ethnikos Asteras, Anagennisi Karditsa                                                                                         |
| 1997-98 | Ialysos, PAS Giannina |
| 1998-99 | Egaleo, Ethnikos Olympiakos Volos                                                                                             |
| 1999-00 | Akratitos |
| 2000-01 | Patraikos |
| 2001-02 | AO Kerkyra |
| 2002-03 | Poseidon Neoi Poroi |
| 2003-04 | Kastoria |
| 2004-05 | Thrasyvoulos, Veria |
| 2005-06 | Asteras Tripoli, Agrotikos Asteras                                                                                            |
| 2006-07 | Agios Dimitrios, Pierikos |
| 2007-08 | Diagoras, Kavala |
| 2008-09 | Ilioupoli, Doxa Drama |
| 2009-10 | Kallithea, Veria |
| 2010-11 | Panachaiki, Anagennisi Epanomi                                                                                                |
| 2011-12 | Apollon Smyrnis, Ethnikos Gazoros                                                                                             |
| 2012-13 | Fostiras, Apollon Kalamarias                                                                                                  |
| 2013-14 | Agrotikos Asteras, Larissa, Lamia, Ermionida, Trachones, AEK Athene                                                           |
| 2014-15 | Panserraikos, Trikala, Panelefsiniakos, Kissamikos                                                                            |
| 2015-16 | Aris, Aiginiakos, Sparta, OFI Kreta                                                                                           |
| 2016-17 | Apollon Kalamarias, Apollon Larissa, Panachaiki, Ergotelis                                                                    |
| 2017-18 | Apollon Paralimnio, Iraklis FC, Tilikratis Lefkada, Volos NFC, Asteras Amaliadas, Ethnikos Piraeus, Aittitos Spata, Iródotos¹ |
| 2018-19 | Kavala, Veria, Kronos Argyrades, Olympiakos Volos, Ierapetra, Ialysos, Egaleo, Enosi Panaspropyrgiakou Doxas                  |

¹Vetgedrukte teams promoveerden